# Le due pipe di Maigret
Le due pipe di Maigret (titolo originale francese Maigret et l'Homme du banc), pubblicato in traduzione italiana anche col titolo Maigret e l'uomo della panchina, è un romanzo di Georges Simenon con protagonista il commissario Maigret, il quarantunesimo romanzo dedicato al celebre.
La scrittura del romanzo avvenne alla tenuta Shadow Rock Farm di Lakeville (Connecticut), negli Stati Uniti d'America, dall'11 al 19 settembre 1952. Apparso come feuilleton sul quotidiano Le Figaro, dal 31 gennaio al 3 marzo 1953, fu pubblicato in libro presso l'editore Presses de la Cité sempre nel 1953.
L'azione si svolge a Parigi (boulevard Saint-Martin, place de la République e dintorni, rue de Clignancourt) e a Juvisy, nel 1950; l'inchiesta inizia lunedì 19 e finisce il venerdì 23 ottobre (capitoli I-VIII), ma il risultato avviene molto tempo dopo (capitolo IX).

## Trama
L'omicidio di Louis Thouret è un omicidio qualunque. Questo povero magazziniere, che una notte, inspiegabilmente, si trovava in un vicolo buio di boulevard Saint-Martin, viene accoltellato alla schiena. Ma Maigret non è convinto e scopre che in verità, oltre alla monotona vita di famiglia, Thouret nasconde una doppia vita. Da tempo infatti non lavorava più come magazziniere facendo il pendolare da Juvisy e all'insaputa della moglie Emilie, ma non faceva nulla eccetto sedere sulle panchine, spesso in compagnia dello stesso amico. Eppure, costantemente, riportava lo stipendio a casa. Come faceva? E chi è la donna con cui è stato visto pranzare e chiacchierare? E cosa ci faceva in quel vicolo? Tutte domande a cui Maigret tocca rispondere.
Maigret scopre che sua figlia Monique aveva un fidanzato, Albert Jorisse, che ora è scomparso e che lui stesso nella seconda vita segreta aveva una ragazza, Antoinette Machère, vedova di un poliziotto. L'amico delle panchine risulta essere Fred, un ex-clown con il quale, non riuscendo a trovare lavoro, facevano dei colpi qui e là. Sua figlia aveva scoperto tutto, o almeno che aveva perso il lavoro e che non aveva detto niente a casa e, sentendosi tradita, aveva convinto il proprio ragazzo a ricattarlo, sperando di farsi un gruzzolo e fuggire insieme.
Tuttavia l'assassino non è lui. Maigret scopre più tardi, durante un'altra inchiesta, che a ucciderlo è stato Marco, il ragazzo di Mariette Gibon, proprietaria della stanza che aveva affittato e che gli rubava sempre i soldi che lui lasciava in giro per la stanza con troppa leggerezza.

## Adattamenti

### Televisione
- Episodio dal titolo Murder on Monday, facente parte della serie televisiva Maigret, trasmesso per la prima volta sulla BBC il 15 gennaio 1962, con Rupert Davies nel ruolo del commissario Maigret.
- Episodio dal titolo Maigret et l'homme du banc, facente parte della serie televisiva Les enquêtes du commissaire Maigret per la regia di René Lucot, trasmesso per la prima volta su Antenne 2 il 17 ottobre 1973, con Jean Richard nel ruolo del commissario Maigret.
- Episodio dal titolo Maigret et l'homme du banc, facente parte della serie televisiva Il commissario Maigret per la regia di Étienne Périer, trasmesso per la prima volta il 17 dicembre 1993, con Bruno Cremer nel ruolo del commissario Maigret. In Italia l'episodio è apparso con il titolo L'omicidio di un uomo qualunque.
- Episodio dal titolo Megre i Chelovek Na Skameyke (1973) di una serie sovietica, diretto da Vyacheslav Brovkin, con Boris Tenin nel ruolo di commissario Maigret.

## Edizioni italiane
- Le due pipe di Maigret, traduzione di Roberto Cantini, Collana Il girasole. Biblioteca Economica Mondadori n° 113, Milano, Mondadori, 1959,  p. 192.[1] - Collana Il girasole n.192, Mondadori, 1961;  Collana Le inchieste del commissario Maigret n.37, Mondadori, 1970;  Collana Oscar n.296, Mondadori, 1970.
- in  L'ispettore Maigret II, Collezione Omnibus gialli e di fantascienza, Milano, Mondadori, 1961.
- in  La pipa di Maigret, traduzione di R. Cantini, (contiene anche L'ispettore bilioso; Il cliente più ostinato del mondo), Collana Il girasole n.202, Milano, Mondadori, 1962.
- Le due pipe di Maigret, traduzione di Marianna Basile, Collana Oscar Gialli n.248, Milano, Mondadori, 1991.[2]
- Maigret e l'uomo della panchina, traduzione di Laura Incerti Caselli, Collana gli Adelphi. Le inchieste di Maigret n° 255, Milano, Adelphi, 2004, ISBN 978-88-459-1904-6.
- in  Romanzi II, Collezione La Nave Argo n° 12, Milano, Adelphi, 2010, ISBN 978-88-459-2539-9.
- in  I Maigret 9, Collana Maigret, Milano, Adelphi, 2015, ISBN 978-88-459-3005-8. - nuova ed., Adelphi, 2019, ISBN 978-88-459-3381-3.